# Ricinocarpeae
Ricinocarpeae es una tribu de la subfamilia Crotonoideae, perteneciente a la familia Euphorbiaceae. Comprende 2 subtribus y 7 géneros. El género tipo es: Ricinocarpos Desf.

## Géneros
Subtribu Bertyinae
Bertya
Borneodendron
Cocconerion
Myricanthe
Subtribu Ricinocarpinae
Alphandia
Beyeria
Ricinocarpus